# 3. Liga 2012/13

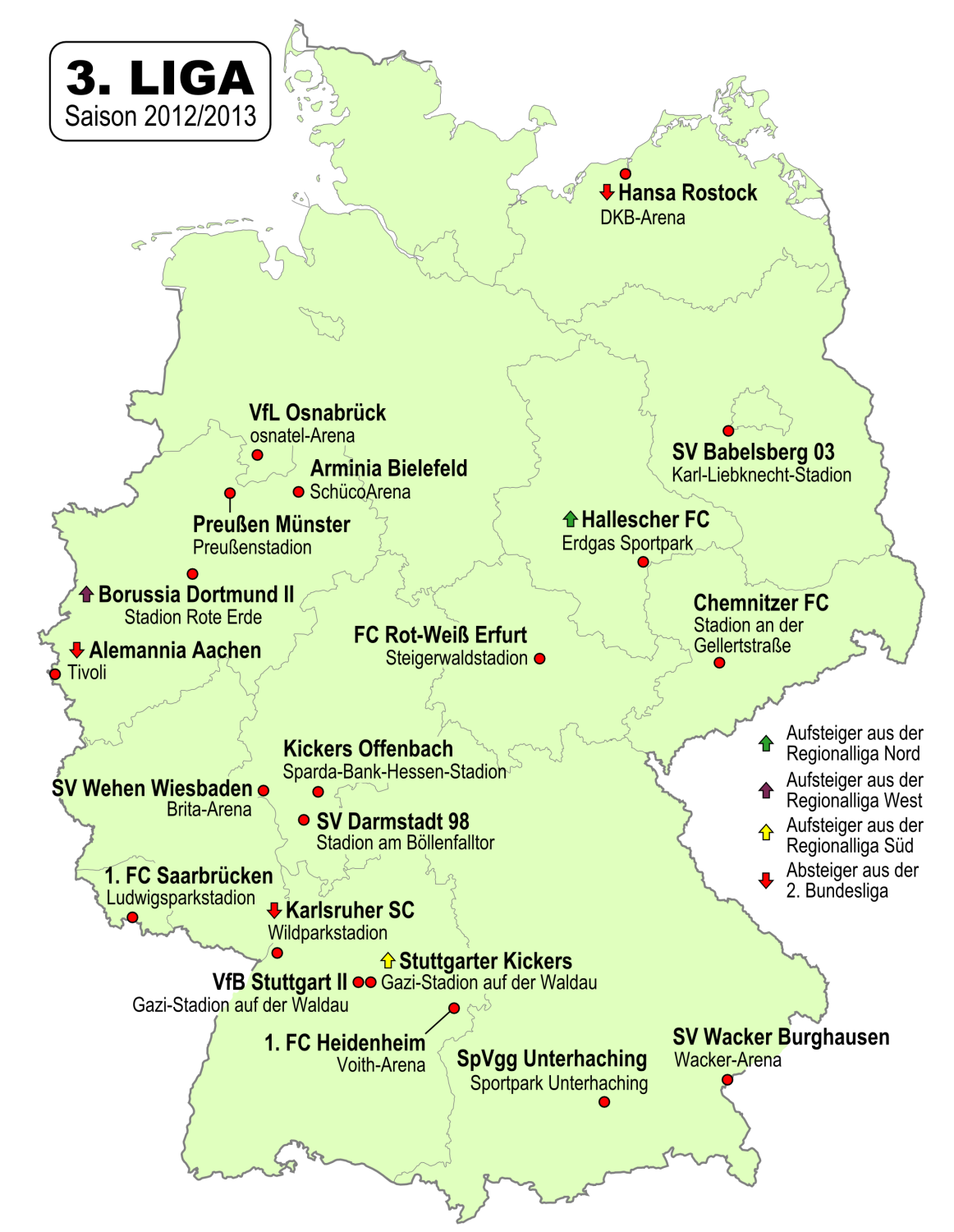
de samenstelling van de 3. Liga 2012/13

De 3. Liga 2012/13 was het vijfde seizoen van het vernieuwde derde voetbalniveau in het Duitse voetbalsysteem. De competitie ging van start op 20 juli 2012 en eindigde op 18 mei 2013.
In het seizoen 2011/12 waren SV Sandhausen (kampioen), VfR Aalen (2e) en SSV Jahn Regensburg (na play-off) de promoverende clubs naar de 2. Bundesliga uit de 3. Liga. Hun plaatsen werden ingenomen door de degradanten Karlsruher SC (na play-off), Alemannia Aachen (17e) en Hansa Rostock (18e). De degradanten uit de 3. Liga waren Werder Bremen II, Rot Weiß Oberhausen en FC Carl Zeiss Jena. Hun plaatsen werden ingenomen door Stuttgarter Kickers, Borussia Dortmund II en Hallescher FC.

## Eindstand
|     | Club                 | AW | W  | G   | V   | DP    | +/−  | Punten |
| --- | -------------------- | -- | -- | --- | --- | ----- | ---- | ------ |
| 01. | Karlsruher SC        | 38 | 23 | 010 | 5   | 69:26 | +43  | 79     |
| 02. | Arminia Bielefeld    | 38 | 22 | 10  | 6   | 59:32 | +027 | 76     |
| 03. | VfL Osnabrück        | 38 | 22 | 7   | 09  | 64:35 | +29  | 73     |
| 04. | Preußen Münster      | 38 | 20 | 12  | 6   | 63:33 | +30  | 72     |
| 05. | 1. FC Heidenheim     | 38 | 21 | 9   | 08  | 69:47 | +22  | 72     |
| 06. | Chemnitzer FC        | 38 | 15 | 10  | 013 | 56:47 | +09  | 55     |
| 07. | Wacker Burghausen    | 38 | 14 | 9   | 15  | 45:45 | +0   | 51     |
| 08. | SV Wehen Wiesbaden   | 38 | 11 | 18  | 9   | 50:51 | -01  | 51     |
| 09. | SpVgg Unterhaching   | 38 | 14 | 9   | 15  | 48:55 | -07  | 51     |
| 10. | Hallescher FC        | 38 | 12 | 10  | 16  | 37:50 | −13  | 46     |
| 11. | 1. FC Saarbrücken    | 38 | 12 | 9   | 17  | 52:62 | −010 | 45     |
| 12. | Hansa Rostock        | 38 | 11 | 11  | 16  | 39:52 | −013 | 44     |
| 13. | FC Rot-Weiß Erfurt   | 38 | 11 | 11  | 16  | 44:58 | −014 | 44     |
| 14. | VfB Stuttgart II     | 38 | 11 | 10  | 17  | 35:42 | -07  | 43     |
| 15. | Kickers Offenbach    | 38 | 11 | 011 | 16  | 41:44 | -03  | 42     |
| 16. | Borussia Dortmund II | 38 | 9  | 14  | 15  | 39:58 | −019 | 41     |
| 17. | Stuttgarter Kickers  | 38 | 10 | 10  | 18  | 39:48 | −9   | 40     |
| 18. | SV Darmstadt 98      | 38 | 08 | 14  | 16  | 32:46 | −14  | 38     |
| 19. | SV Babelsberg 03     | 38 | 09 | 10  | 19  | 32:54 | −22  | 37     |
| 20. | Alemannia Aachen     | 38 | 07 | 10  | 21  | 40:68 | −28  | 26     |

Op basis van deze eindstand degraderen SV Darmstadt 98, SV Babelsberg 03 en Alemannia Aachen naar respectievelijk de Regionalliga Südwest, de Regionalliga Nord en de Regionalliga West. Voor deze drie clubs kunnen na play-offs de volgende clubs in het seizoen 2013/14 in de 3. Liga verschijnen: TSV 1860 München II, Holstein Kiel, Sportfreunde Lotte, RB Leipzig, KSV Hessen Kassel en SV Elversberg.
Karlsruher SC (kampioen) en Arminia Bielefeld (runner-up) promoveren naar de 2. Bundesliga. VfL Osnabrück (3e) speelt twee play-offwedstrijden tegen Dynamo Dresden, de nummer 16 van de 2. Bundesliga, voor een plek in diezelfde liga.

## Play-offwedstrijden
| Datum       | Thuis          | Uitslag   | Uit            | Doelpunten                |
| ----------- | -------------- | --------- | -------------- | ------------------------- |
| 24 mei 2013 | VfL Osnabrück  | 1:0 (1:0) | Dynamo Dresden | Gaetano Manno(1x)         |
| 28 mei 2013 | Dynamo Dresden | 2:0 (1:0) | VfL Osnabrück  | Cristian Fiel, Idir Ouali |

Dynamo Dresden blijft door een in totaal 2-1-overwinning in de 2. Bundesliga.